# さんふらわあ つくば
さんふらわあ つくば(SUN FLOWER TSUKUBA)は、ブルーハイウェイライン並びに後身の商船三井フェリーが運航していたフェリー。

## 概要
初代 「さんふらわあ さっぽろ」の代替船として大洗港 - 苫小牧港航路に1998年に就航。船名は茨城県民から公募された。当船の就航に伴い従来船「さんふらわあ おおあらい」は大阪 - 志布志航路に転属された。
大洗 - 苫小牧航路の貨物需要の飽和状態と旅客需要の減少傾向を反映し、「さんふらわあ みと」を実情に合わせた改設計した建造で、全長は192ｍと更に延長され全幅も拡幅し従来7レーンの車両甲板を8レーンに改めた事で車両搭載台数を増加させた。また機関出力も若干増加し、船体長の延長による抵抗の減少と併せて定時運航率を向上させた。客室設備は需要に合わせ従来船より定員を減らしたが、1等Aなどの上等級設備は「さんふらわあみと」と共通。また客室前方には従来船で一旦姿を消したラウンジが設けられた。
2001年には大洗 - 苫小牧航路の商船三井フェリーへの継承に伴い同社へ移管。主に23時台出港の「夜便」に使用。2005年にはレストラン営業を乗船時に案内所で注文を受け付ける3食セットメニューのみとし、その他は自販機のみの供食としてレストランは「イートインフロア」に変更された。
2006年12月28日の運航を持って商船三井フェリーから引退、同じく夜便に用いられていた「さんふらわあ みと」と当船が東日本フェリー「ニューれいんぼうべる」「ニューれいんぼうらぶ」と等価交換され室蘭港に係船。改装の上で室蘭 - 直江津 - 博多航路に用いる計画が立てられ、2007年4月にはさんふらわあのマークが消された白い胴体にファンネルを青く塗り替えられた上で「フェリーつくば」に改名された後計画は頓挫し7月に海外へ売船。ギリシャの海運業者に約50億円で売却された。
2008年より大幅な改造を受け、ギリシャのANEKラインズでエリロス号（Έλυρος）としてピレウス - ハニア航路などに就航している。

## 船内
ブルーハイウェイライン/商船三井フェリー時代
船内はフィンランド建築を基本としたインテリアデザインでスカイブルーのカラーリングや木材の質感を組み合わせる形とした。設備はAデッキにレストランを配した以外はBデッキに集中させ移動の利便性を確保する形となっている。
Aデッキ
- レストスペース（31席 2005年より「大型トラックドライバー食堂」に変更）
- レストラン・ドライバーズレストラン（90席 2005年より「イートインフロア」に変更） - 天井に星の模様やオーロラ・白夜のイメージを施した[5]。
- サービスコーナー
- 風防付きデッキ[5]

Bデッキ
- 特等室（8室 2人・3人各4室 ツインベッド、3人室はソファベッド付 ユニットバス付）
- 1等A客室（20室 2名×8室・3名×12室 ツインベッド、3人室はソファベッド付 ユニットシャワー付）
- 2等寝台（4人・6人各18室 二段ベッド） - 通路の片側のみにベッドを配置し相部屋の感覚を軽減させた[10]。
- 2等和室（2室 2003年に2等寝台に改装）
- ドライバーズルーム（20人×2室）
- エントランスホール
- 案内所
- ゲームコーナー
- ペット室
- 展望浴場
- ラウンジ